# Warner Scarab
O Warner Scarab é um motor aeronáutico radial americano de sete cilindros, refrigerado a ar, fabricado pela "Warner Aircraft Corporation" de Detroit, Michigan, de 1928 até o início da década de 1940. No serviço militar, o motor foi designado R-420.

## Variantes

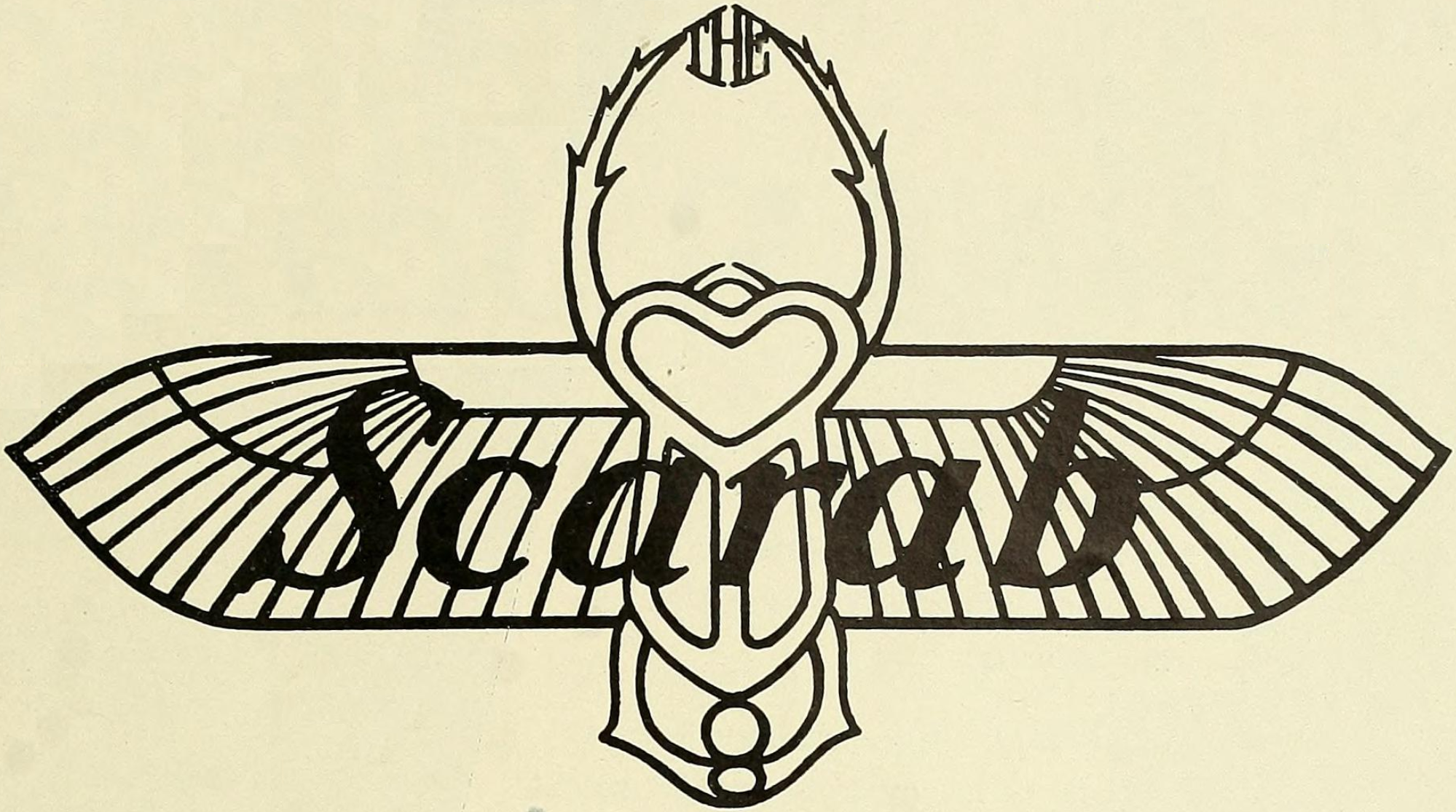
Logotipo da Scarab Engines.

Scarab S-50Um motor radial de 7 cilindros refrigerado a ar introduzido em 1928. Com um diâmetro e curso de 4,25 polegadas e uma taxa de compressão de 5,2:1, o Scarab desenvolveu 125 hp (100 kW) a 2.050 rpm de 422 cu in (7 l) com um peso seco de 285 lb (0 kg).
Scarab JuniorVersão de 5 cilindros introduzida em 1930 desenvolvendo 90 hp (100 kW) a 2.125 rpm de 301 cu in (5 l) com um peso seco de 230 lb (0 kg).
Super Scarab SS-50/50AAumento do diâmetro do cilindro para 4,625 polegadas para desenvolver 145 hp (0 kW) a 2.050 rpm de 499 cu in (8 l) com um peso seco de 303 lb (0 kg).
Super Scarab SS-165Aumento da taxa de compressão de 5,2:1 para 6,4:1 para desenvolver 165 hp (0 kW) a 2.100 rpm com um peso seco de 341 lb (0 kg).
Super Scarab SS-185Aumento do diâmetro do cilindro para 4,875 polegadas, desenvolvendo 185 hp (0 kW) a 2175 rpm de 555 cu in (9 l), com um peso seco de 344 lb (0 kg).
R-420Designação militar do Scarab.
R-500Designação militar do Super Scarab 165.
R-550Designação militar do Super Scarab 185.
145Designação alternativa para o Warner Super Scarab SS-50/50A.
165Designação alternativa para o Warner Super Scarab 165.
185Designação alternativa para o Warner Super Scarab 185 (principalmente aplicado a helicópteros).

## Aplicações

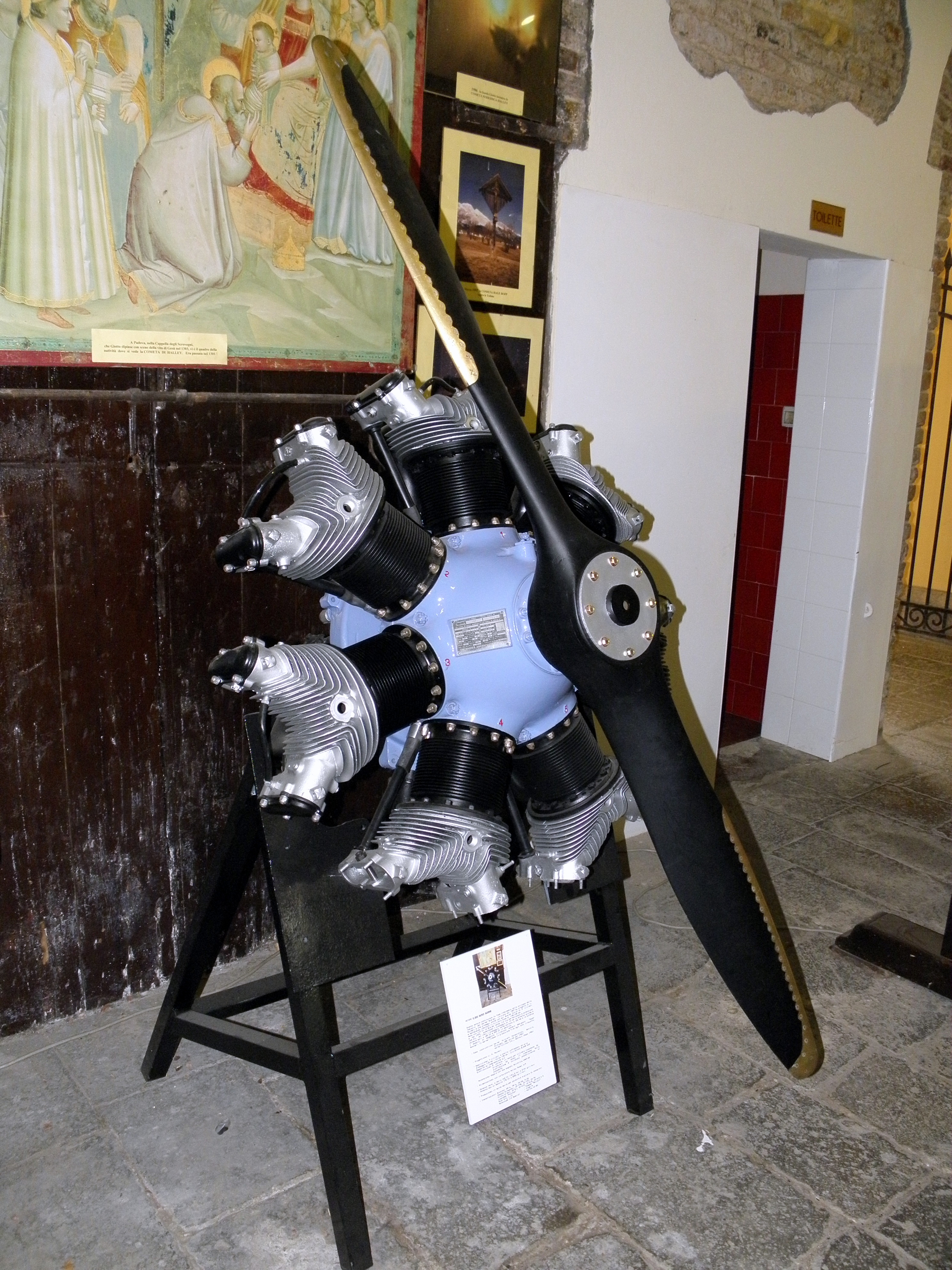
O R-500-7 Super Scarab modelo 165 exibido no "Museo dell'Aria e dello Spazio", em San Pelagio, Due Carrare, Província de Pádua.

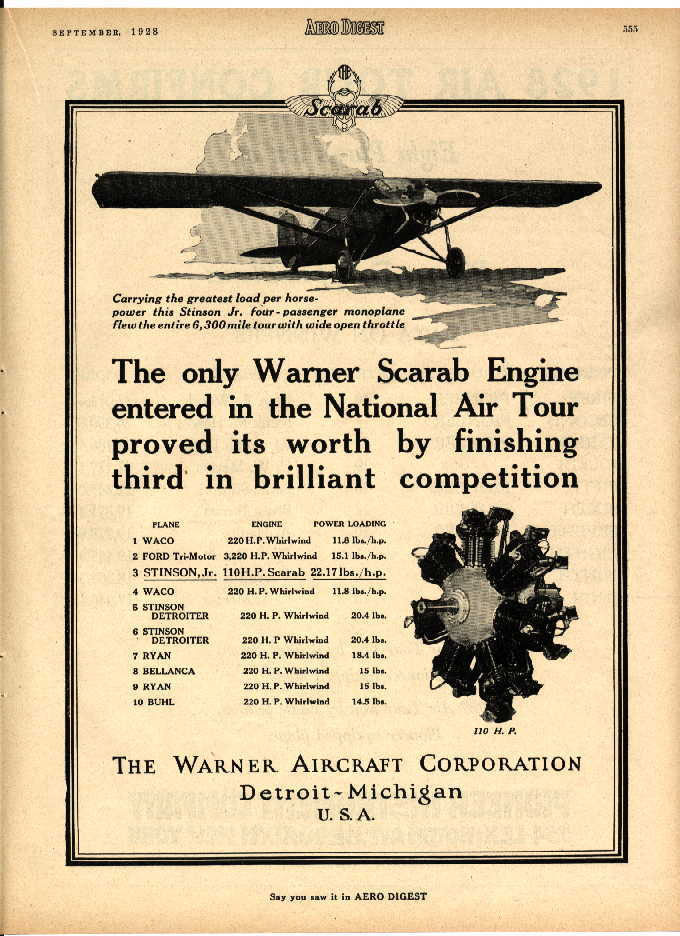
Anúncio do motor Warner Scarab
na Aero Digest em 1928.

Entre os muitos usos para o Scarab, o motor foi instalado no Cessna Airmaster e no Fairchild 24 (UC61 ou Argus). Notavelmente, em 1942, foi colocado em uso alimentando o Sikorsky R-4, o primeiro helicóptero a ser colocado em produção.
Muitos desses motores confiáveis continuam funcionando hoje, ainda alimentando a aeronave na qual foram originalmente montados. Os motores Warner 145 e 165 HP são os mais comumente vistos dos pequenos radiais para aeronaves da era pré-Segunda Guerra Mundial construídas nos EUA, em grande parte devido à boa disponibilidade de peças devido aos motores usados nos Fairchild UC61s da Segunda Guerra Mundial e Meyers OTWs.
Os motores Warner também estão em demanda como motores de substituição de tamanho realista, embora muito mais poderosas, para muitas réplicas ou aeronaves restauradas da Primeira Guerra Mundial que foram originalmente equipadas com motores giratórios.
- CAC Wackett
- Cessna Airmaster
- Cessna Model AW
- Curtiss XC-10
- Davis D-1
- Fairchild 22 C7E, C7F
- Fairchild 24 C8B
- Fleet Model 1
- General Aristocrat
- Gee Bee Sportster Model E
- Harlow PJC-2
- L-class blimp
- Meyers OTW
- Monocoupe 110
- Pasped Skylark
- Redfern Nieuport 17/24
- Ryan S-C
- Ryan ST-W
- Sands Fokker Dr.1 Triplane
- Sikorsky R-4
- Stinson SM-2
- Waco RSO
- Waco RBA
- Waco BNF and RNF